# کنوانسیون حقوق سیاسی زنان
کنوانسیون حقوق سیاسی زنان در چهارصد و نهمین جلسه مجمع عمومی سازمان ملل متحد در ۲۰ دسامبر ۱۹۵۲ مورد تأیید قرار گرفت و در ۳۱ مارس ۱۹۵۳ به تصویب رسید.
هدف این کنوانسیون تدوین یک استاندارد بین‌المللی اساسی برای حقوق سیاسی زنان است.

## علت تشکیل
درواقع تا پس از جنگ جهانی دوم، بسیاری از کشورها هنوز به زنان آزادی کامل سیاسی اعطا نکرده بودند که در سال ۱۹۵۲، قبل از تصویب کنوانسیون، حق رای زنان در کمتر از ۱۰۰ کشور در سراسر جهان اعطا شد.
انگیزه اصلی برای این قانون و بسیاری از پیش نویس‌های آن از سوی کمیسیون سازمان ملل متحد در مورد وضعیت زنان بود. کمیسیون یک نظرسنجی در مورد حقوق سیاسی زنان به کشورهای عضو ارسال کرد. پاسخ‌های به دست آمده مبنایی برای کنوانسیون شد.
این کنوانسیون در ۷ ژوئیه ۱۹۵۴ لازم‌الاجرا شد و تا سال ۲۰۱۵، ۱۲۳ کشور عضو دارد که شامل 122 کشور عضو سازمان ملل متحد به‌علاوه کشور فلسطین است.
این جریان مسیر کنوانسیون بین‌المللی اعطای حقوق سیاسی به زنان را دنبال کرد که اولین قانون بین‌المللی در سطح منطقه‌ای بود که از وضعیت برابر زنان برای اعمال حقوق سیاسی حمایت می‌کرد. همچنین اولین معاهده در چارچوب سازمان ملل بود و علاوه بر آن، این دومین معاهده بین‌المللی بود که دولت‌های خود را ملزم به حمایت از حقوق سیاسی شهروندان می‌کردند. این کنوانسیون یکی از چندین تلاش سازمان ملل متحد در دوره پس از جنگ برای تعیین استانداردهای عدم تبعیض علیه زنان بود. کنوانسیون مربوط به تابعیت زنان متأهل و کنوانسیون رضایت، حداقل سنی و ثبت ازدواج بود که به ترتیب در سال ۱۹۵۸ و ۱۹۶۴ به اجرا درآمد.
حقوق مشخص شده توسط کنوانسیون در جلسه بعدی و همچنین تغییرات اساسی تر در مورد رفع همه اشکال تبعیض علیه زنان گنجانده شد. کنوانسیون بعدی، قانونی گسترده‌تر و ساده‌تر برای عدم تبعیض، در سال ۱۹۶۷ به اتفاق آرا تصویب شد.

## جزئیات تکمیلی
بر این اساس خواهان اجرای اصل مساوات حقوق زنان و مردان مندرج در منشور ملل متحد، با شناسایی اینکه همه حق دارند در حکومت کشور خود به نحو مستقیم یا غیر مستقیم از طریق نمایندگانی که آزادانه انتخاب شده‌اند، شرکت کنند و اینکه حق دسترسی برابر به خدمات عمومی در کشور خود را دارند و خواهان ایجاد مساوات در وضعیت زنان و مردان در بهره‌مندی و اعمال حقوق سیاسی، وفق مقررات منشور ملل متحد و اعلامیه جهانی حقوق بشر، مصمم به انعقاد کنوانسیونی به همین منظور، به نحو زیر توافق می‌نمایند
ماده ۱ - زنان محق خواهند بود که در تمام انتخابات در شرایطی برابر با مردان، بدون هیچ تبعیضی، رای دهند.
ماده ۲ - زنان صلاحیت انتخاب شدن برای تمام هیئت‌های منتخب عمومی که توسط قوانین ملی ایجاد شده‌اند، در شرایطی برابر با مردان، بدون هیچ تبعیضی را خواهند داشت.
ماده ۳ - زنان صلاحیت تصدی سمت‌های عمومی و ایفای تمام وظایف عمومی که توسط قوانین ملی ایجاد شده‌اند، در شرایطی برابر با مردان، بدون هیچ تبعیضی را خواهند داشت.
ماد ه ۴–۱- این کنوانسیون برای امضا توسط هر عضو ملل متحد و نیز توسط هر دولت دیگری که از جانب مجمع عمومی دعوت گردد، مفتوح خواهد بود.
۲- این کنوانسیون تصویب خواهد شد و اسناد تصویب آن نزد دبیرکل سازمان ملل متحد تودیع خواهند گردید.
ماده ۵–۱-این کنوانسیون برای الحاق تمام دولت‌هایی که در بند ۱ ماده ۴ به آنها اشاره شد مفتوح خواهند بود. ۲-الحاق، با تودیع سند الحاق نزد دبیرکل سازمان ملل متحد مؤثر خواهد شد.
ماده۶–۱- این کنوانسیون در نوزدهمین روز پس از تودیع ششمین سند تصویب یا الحاق لازم الاجرا خواهد شد. ۲- کنوانسیون، برای هر دولتی که پس از تودیع ششمین سند تصویب یا الحاق کنوانسیون را تصویب نماید یا به آن ملحق گردد، نوزده روز پس از تودیع سند تصویب یا الحاق آن دولت لازم الاجرا خواهد شد.
ماده ۷ - چنانچه دولتی در زمان امضا تصویب با الحاق، به هر کدام از مواد این کنوانسیون شرطی وارد کند، دبیرکل متن شرط را به تمام دولت‌هایی که عضو کنوانسیون هستند یا ممکن است عضو آن شوند مخابره خواهد نمود. هر دولتی که به شرط اعتراض کند می‌تواند ظرف مدت نود روز از تاریخ مخابره مزبور (یا در تاریخی که عضو کنوانسیون میان چنین دولتی و دولت وارد کننده شرط لازم الاجرا نخواهد شد.
ماده ۸–۱-هر دولتی می‌تواند طی یک اعلامیه کتبی به دبیرکل از این معاهده خارج شود. خروج ۱ سال پس از تاریخ دریافت اعلامیه توسط دبیرکل مؤثر خواهد شد. ۲- این کنوانسیون، از تاریخ لازم الاجرا شدن خروجی که تعداد اعضا را به کمتر از شش تقلیل می‌دهد، فاقد الزام خواهد شد.
ماده ۹ - هر اختلافی که ممکن است دربارهٔ تفسیر یا اجرای این کنوانسیون میان دو یا چند عضو آن ناشی شود و این اختلاف از طریق مذاکره فیصله نیابد، به درخواست هریک از طرفین اختلاف برای تصمیم‌گیری به دیوان بین‌المللی دادگستری ارجاع خواهد شد، مگر اینکه آنها راجع به فیصله آن به نحو دیگری توافق کنند.
ماده ۱۰ - دبیرکل ملل متحد به تمام اعضای ملل متحد و دولت‌های غیر عضوی که در بند یک ماده چهار این کنوانسیون به آنها اشاره شده‌است، راجع به موارد زیر اطلاع خواهد داد: (الف) امضاها و اسناد تصویبی که وفق ماده ۴ دریافت شده‌اند؛ (ب) اسناد الحاقی که وفق ماده ۵ دریافت شده‌اند؛ (ج) تاریخی که کنوانسیون وفق ماده ۶ لازم الاجرا خواهد شد؛ (د) مکاتبات و اعلامیه‌ها یی که وفق ماده ۷ دریافت شده‌اند؛ (و) نسخ وفق نمد ۲ ماده ۸
ماده ۱۱–۱- این کنوانسیون که متون چینی، انگلیسی، فرانسه، روسی و اسپانیایی اعتبار واحد دارند، در آرشیوهای ملل متحد تودیع خواهد شد. ۲- دبیرکل ملل متحد کپی مصدقی به تمام دولتهای عضو و غیر عضو ملل متحد که در بند یک ماده ۴ به آنها اشاره شده‌است ارسال خواهد کرد.